# Статут королевы Анны

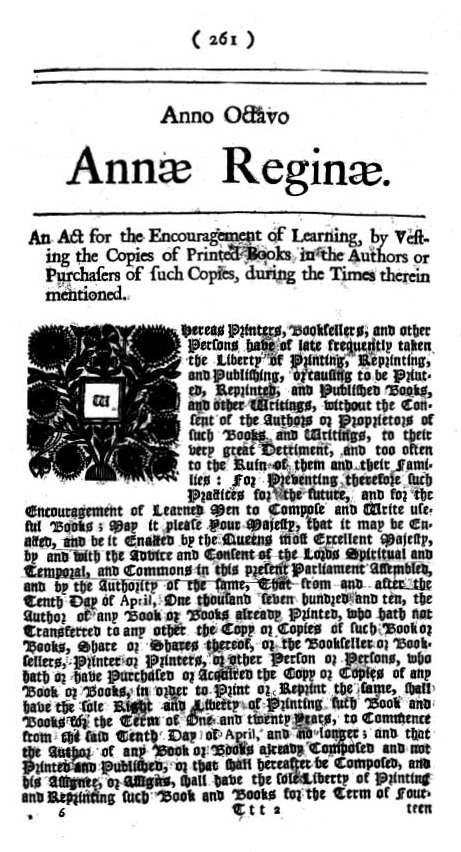
Печатный экземпляр статута

Стату́т короле́вы А́нны — закон о правах авторов и книгоиздателей.
Принят в 1710 году (отсюда краткое название Copyright Act 1710, или, в истории права, 1709). Вступил в силу 10 апреля 1710 года. Считается первым полноценным законом об авторских правах. Назван в честь королевы Анны, в период правления которой он был принят. Статут оказал существенное влияние на законодательство в области авторских прав в Великобритании и США.
Полное название «An Act for the Encouragement of Learning, by vesting the Copies of Printed Books in the Authors or purchasers of such Copies, during the Times therein mentioned» (Акт о поощрении учёности путём наделения авторов и покупателей правами на копирование печатных книг на нижеуказанный период времени)
Статут королевы Анны устанавливал четырнадцатилетний срок действия копирайта для всех публикаций. Его можно было возобновить один раз при жизни автора. По окончании данного срока копирайт «истекал», и произведение переходило в разряд общедоступных, которые могли публиковать все.

## Предшествующая ситуация
- В 1710 году «копирайт» означал право использовать печатную машину для тиражирования отдельного произведения. За рамки этого узкого понятия копирайт не распространялся.
- До вступления в действие Статута Анны автор мог продать своё произведение (рукопись) и после этого терял на неё какие-либо права, издатель получал бессрочные права на приобретённый текст (карты, чертежи).

## Основные положения Статута
- Правом на текст обладает автор. Он может продать своё право издателю на 14 лет, по истечении которых может оформить и продать права на второй срок (ещё на 14 лет), иначе произведение переходит в общественное достояние.
- Перед публикацией произведение нужно зарегистрировать в специальном списке.
- Все произведения, опубликованные до 1710 года, получали одноразовый 21-летний срок копирайта.
- Требование передавать экземпляры произведения в некоторые библиотеки.

## Дальнейшее развитие событий
Издатели-книготорговцы не хотели признавать действие Статута Анны, апеллируя к общему праву и выступая за вечный копирайт. В 1735 и 1737 годах они пытались убедить парламент в необходимости продления сроков действия копирайта, но потерпели поражение.
Потерпев неудачу в парламенте, издатели обратились к судам, последовал ряд исков с целью запретить публикацию книг, даже если копирайт по Статуту Анны закончился. Это, по утверждению книготорговцев, единственный способ защитить авторов (фактически отстаивая исключительно свои интересы). В судах издатели-книготорговцы одержали победу — решение судьи лорда Мэнсфилда по делу Миллара против Тейлора.
Однако в 1774 году издатели вновь потерпели убедительное поражение — голосование в Палате лордов Великобритании по делу Дональдсона против Беккета. С двукратным преимуществом верхняя палата парламента отвергла идею вечных копирайтов. Отныне копирайт установили на определённый срок, по истечении которого охраняемое авторским правом произведение становилось общественным достоянием. До 1774 года существовал могучий аргумент в пользу вечного действия копирайта с точки зрения общего права. Фактически решение Палаты лордов определяло, что издатели больше не смогут сдерживать рост и развитие культуры и инноваций в Англии.
«Впервые в англо-американской истории власть закона над творчеством истекла, и величайшие труды английской литературы — книги Шекспира, Бэкона, Мильтона, Джонсона и Баньяна — освободились от правового ярма.
Нам трудно даже вообразить, насколько массовую политическую реакцию вызывало это решение Палаты лордов. В Шотландии, где действовало большинство „пиратских издателей“, люди праздновали событие на улицах. Как сообщал „Эдинбург Адвертайзер“, „ни одно частное событие доселе не привлекало такого внимания публики и даже не могло сравниться с положительным решением Палаты лордов, в котором столь многие были заинтересованы“.»
Лессиг, Л. Свободная культура / Пер. О. Данилова под ред. В. Ильина. — М.: Прагматика культуры, 2007. ISBN 5-98392-009-X